# 張明覺
張明覺博士（1908年10月10日—1991年6月5日），為出生於中國山西省岚县的美籍华裔生殖生物學家，專精於哺乳類繁殖的受精過程。他在人工體外受精的成就促成了第一個試管嬰兒的誕生，雖然他的發現於受精作用這領域極具價值，但最為世人所知的貢獻為在伍司特實驗生物學基金會任職時發明的複方口服避孕藥，因此被譽為「試管嬰兒的先驅」及「避孕藥之父」。

## 生平
1908年10月10日，張明覺出生於中國山西省岚县敦厚村，家裡的經濟狀況良好，使他能接受完善教育；1933年，張明覺取得北京清華大學的動物心理學學士學位；1938年，他在全國性比賽中獲勝，贏得名額不多的留學獎學金，而後在英國愛丁堡大學攻讀農業科學一年，但因為氣候冷冽且當地對外國人存有偏見，張明覺並不喜歡那裡的求學環境。最後在生殖生理學教授亞瑟·沃頓（Arthur Walton）的邀請下，他離開愛丁堡前往劍橋大學進行綿羊精子的相關實驗，因而在生殖生物學領域找到真正的興趣所在，並在沃頓的指導下，開始與約翰·哈蒙德以及F.H.A.·馬歇爾（F.H.A. Marchall）等人致力於這方面的研究工作。1941年，他因對睪丸冷卻（testicular cooling）以及各種激素療法對動物呼吸、新陳代謝及精子存活的研究成果獲得了劍橋大學的動物育種學博士學位。
移居美國後不久，張明覺便在耶魯大學圖書館認識華裔美籍的伊莎貝爾·錢（Isabelle Chin），而後結為連理，伊莎貝爾是位賢妻良母，讓張明覺能夠無後顧之憂地投入研究工作。他們育有兩個女兒和一個兒子：克勞迪亞·張·圖特洛特（Claudia Chang Tourtellotte），曾任美斯威特布萊爾學院人類學系主任；帕米拉·奧馬利·張（Pamela O'Malley Chang）則身兼建築師、土木工程師以及永續發展設計顧問；而兒子弗朗西斯·休·張（Francis Hugh Chang）則曾於麻薩諸塞州波士頓擔任護理中心的主任。
張明覺逝世後葬在麻薩諸塞州舒茲柏利，為他生前居住的地方，也是伍司特實驗生物學基金會的所在地。

## 伍司特實驗生物學基金會
1945年3月，第二次世界大戰接近尾聲，張明覺獲得格雷戈里·平卡斯授予的研究學人獎學金，前往麻省舒茲柏利的「伍司特實驗生物學基金會」學習體外受精的技術，他們的合作顯然相當成功，張明覺從此致力於哺乳類受精作用的研究，將畢生職涯貢獻在該基金會中。二十世紀中葉之後，大量資金湧入繁殖相關研究，該基金會也吸引了許多才華洋溢的科學家，在此趨勢下，張明覺正有機會負責訓練和帶領這些人成為未來生殖學領域中的突出人物。在基金會職涯中，張明覺對口服避孕藥發展所作出的貢獻，也讓他成為複方口服避孕藥的共同發明者。

## 專業成就
就務實層面來說，張明覺最著名的發現，在於成功證明口服激素在哺乳類節育中的效能，也讓他與平克斯共同發明了史上第一種口服避孕藥。張明覺最為人所知的是他為發展避孕藥所做的努力，以及這對人類社會和美國1960年代的性革命所帶來的重大影響。然而，節育並不是他做研究的主要目的，張明覺感興趣的是精子、卵子，以及受精過程本身，控制卵子受精的成敗則是他做研究必須具備的技術，而最初開始研究哺乳類的口服避孕藥，只是為了能使他在受精繁殖上有更佳的研究成果。在他45年的職業生涯中，於1951年至1956年間把時間花在研究口服避孕藥的效能上，主要是研究口服方式對施用避孕激素的影響，而不是專注在激素本身的效能。
張明覺在哺乳類受精繁殖領域上的學術產量相當可觀，發表過將近350篇論文。他最主要的發現之一是低溫對精子的影響，當攝氏溫度低於13度時，精子細胞膜的構造和功能會瓦解並喪失授精能力，這種現象稱之為「冷休克」（Cold Chock）。另外張明覺重大發現之一為精子數量與受精效率之間的關係。一般相信，受精卵的形成是因為授精過程中有大量功能健全的精子，但張明覺發現到的，實際上為受精卵的形成是取決於每一個獨立精子的生理結構，與數量並沒有直接關係。於是他斷定授精過程中精子龐大的數量是為了能產生更多樣的基因重組，只有最強壯的精子能在女性生殖道中存活下來，並成功到達進行受精之處。精子必須經歷「獲能作用」，也就是所謂的成熟階段，才能成功授精，而這也是張明覺主要的發現之一。這個結果也使他進一步發現，當獲能的精子暴露在精液或血清中會喪失其能力，但若放置回子宮中的輸卵管，則能恢復原本的功能。
在張明覺所有的研究實驗中，最著名的就是他在人工體外受精的成就。1935年，平克斯宣稱能將人工體外受精技術用於哺乳類，使兔子卵子孕育出下一代，在當時，包括張明覺在內的所有科學家都無法複製這個天大的壯舉，因此消息的可信度也受到質疑。之後在1959年，張明覺成功將黑兔的卵子和精子進行體外受精，並植入白兔子宮內，成功孕育出小黑兔，這算是人工體外受精可行性的一個證明，也是許多科學家長久以來所追求的目標。接下來幾年，張明覺跟他的同事更深入研究，以找出讓人工體外受精成功的特定條件，並試著在其他哺乳類上做相同實驗，例如倉鼠、小鼠或田鼠等，1978年，人類的第一個試管嬰兒也是奠基於張明覺的研究發現。

## 榮譽事蹟
- 1954年，拉斯克基金會的計劃生育世界人口組織拉斯克獎[5]。
- 1961年，美國生殖醫學會（英语：American Society for Reproductive Medicine）的奧托勳章[2]。
- 1970年，生殖研究協會的卡爾·G·哈特曼獎[6]。
- 1975年，美國文理科學院的弗朗西斯·阿莫里獎[2]。
- 1987年，美國計劃生育聯合會的Wippman科學研究獎[2]。
- 1990年，獲選美國國家科學院院士[2]。

## 資料來源
1. ↑  Zhào Zhì Zhōng, ed. Father of the Test Tube Baby:  Chang Min Chueh (Hohhot, Inner Mongolia, China:  Yuanfang Publishing House, 2004), page 37 [in Chinese].  Geographic coordinates of Dunhòu:  38°9′50″North, 111°26′38″East
2. 1 2 3 4 5 6 7 8 9 10 11 12 13  Biographical Memoir of Min Chueh Chang （页面存档备份，存于）, National Academy of Science.  Retrieved on February 25, 2007.
3. ↑  Anthropology Program Faculty 的存檔，存档日期2006-06-15., Sweet Briar College.  Retrieved on February 25, 2007.
4. ↑  Article "Eco-Clean Homes" by Pamela O'Malley Chang 的存檔，存档日期2006-04-27., Mindfully.org, Spring 2003.  Retrieved on February 25, 2007.
5. ↑  List of recipients, Albert Lasker Awards Given by Planned Parenthood – World Population 的存檔，存档日期2006-10-13., The Lasker Foundation.  Retrieved on February 25, 2007
6. ↑  List of recipients, Carl G. Hartman Award （页面存档备份，存于）, Society for the Study of Reproduction.  Retrieved on February 25, 2007

## 外部連結
- 《Recollections of 40 years at the Worcester Foundation for Experimental Biology》，張明覺
- 美國國家科學院的傳記回憶錄 （页面存档备份，存于）